# دي ثيإب (العدين)

تعديل مصدري - تعديل

دي ثياب محلة تابعة لقرية ذي خساع، التابعة لعزلة السارة بمديرية العدين إحدى مديريات محافظة إب في الجمهورية اليمنية، بلغ تعداد سكانها 217 حسب تعداد اليمن لعام 2004.